# 菲律賓性交易產業

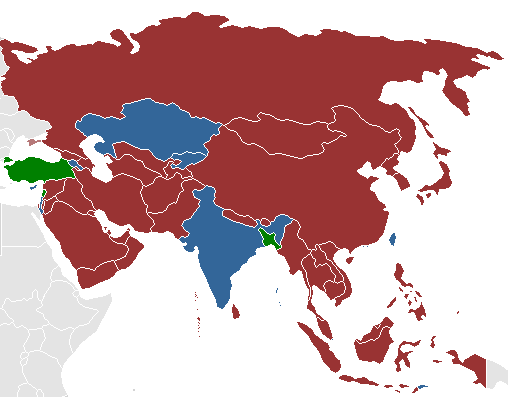
在亚洲各地卖淫的法律。
卖淫合法，受管制。
卖淫（对性换取金钱）合法，但妓院是非法的，卖淫不受监管。
卖淫非法。
没有数据。

菲律賓的性交易是非法的，雖然在社會上有些容忍，但對性工作者執法是罕見的。如果涉及人口販賣，其罰則可以是終身監禁，但是由於全國貪污猖獗，性交易甚少被打壓。監管不力致使性產業遍地開花，近年不少非政府組織開始提出規範化及合法化的構思，以保障妓女權益。

## 总体情况
據統計，2009年菲律賓從事性交易的女性多達80萬，部份更是未成年的雛妓。另据资料显示，在2010年左右，菲律宾大约有6万到10万名儿童成为雛妓。
她們多數於妓院、卡拉OK或按摩院裡工作，或從事站街或伴遊等活動。嫖妓的客人層面很廣，由低下本地勞工階層，到希望破處的青少年，以及專門前來性旅遊的遊客、到當地經商的外國白領和派驻當地的美軍。安吉利斯、奧隆阿波、蘇比克灣、帕賽市等地的活動尤其嚴重。三份之一的妓女聲稱曾遭到警察的騷擾或虐打，有時還包括政府官員或黑幫。
出口妓女到鄰國，更加是菲律賓其中一個賺取外匯的收入來源。部份到海外當家庭傭工的菲律賓婦女，為了幫補收入，週末或假期時從事性產業，亦非罕見。
由于菲律宾妓女声名狼藉，甚至有菲律宾普通游客在新加坡被当作妓女被错捕。
美国政府官员亦有涉及菲律宾妓女的丑闻。2012年，美国联邦调查局一名卧底探员被揭发在菲律宾调查军火走私案时，多次光顾当地的妓院夜店，如在2011年9月去过一间涉及雇用未成年少女的夜店，在该店消费1600美元。

## 混血儿的天使城
在菲律宾的天使城（或称安杰利斯市），曾有美國空軍的克拉克空軍基地（現今克拉克國際機場）。在菲律宾驻扎的美军长期与当地菲律宾妓女发生性关系，而她们又缺乏避孕措施（加上天主教傳統上禁止墮胎），导致当地出现大量美菲混血儿。至2001年5月，天使城美菲混血儿达52000人，是亚洲地区单个城市拥有混血儿最多的城市。这些混血儿在当地地位低下，在缺乏接受教育的機會的情況下，她們自己甚至她們的女兒也會淪為雛妓。
1991年皮纳图博火山爆发，美军基地被迫关闭，当地的色情行业受到重创。但2010年后据报道当地的色情行业已经复苏，世界各地的嫖客尤其是老年人来到这个城市消费。光顾天使城的嫖客主要来自美国、澳大利亚和欧洲各国，部分嫖客为1991年前派驻克拉克军事基地的美军退伍老兵。